# 訃報 1977年1月
訃報 1977年1月（ふほう 197ねん1がつ）では、1977年（昭和52年）1月中に物故した、又は物故が報じられた人物についてまとめる。

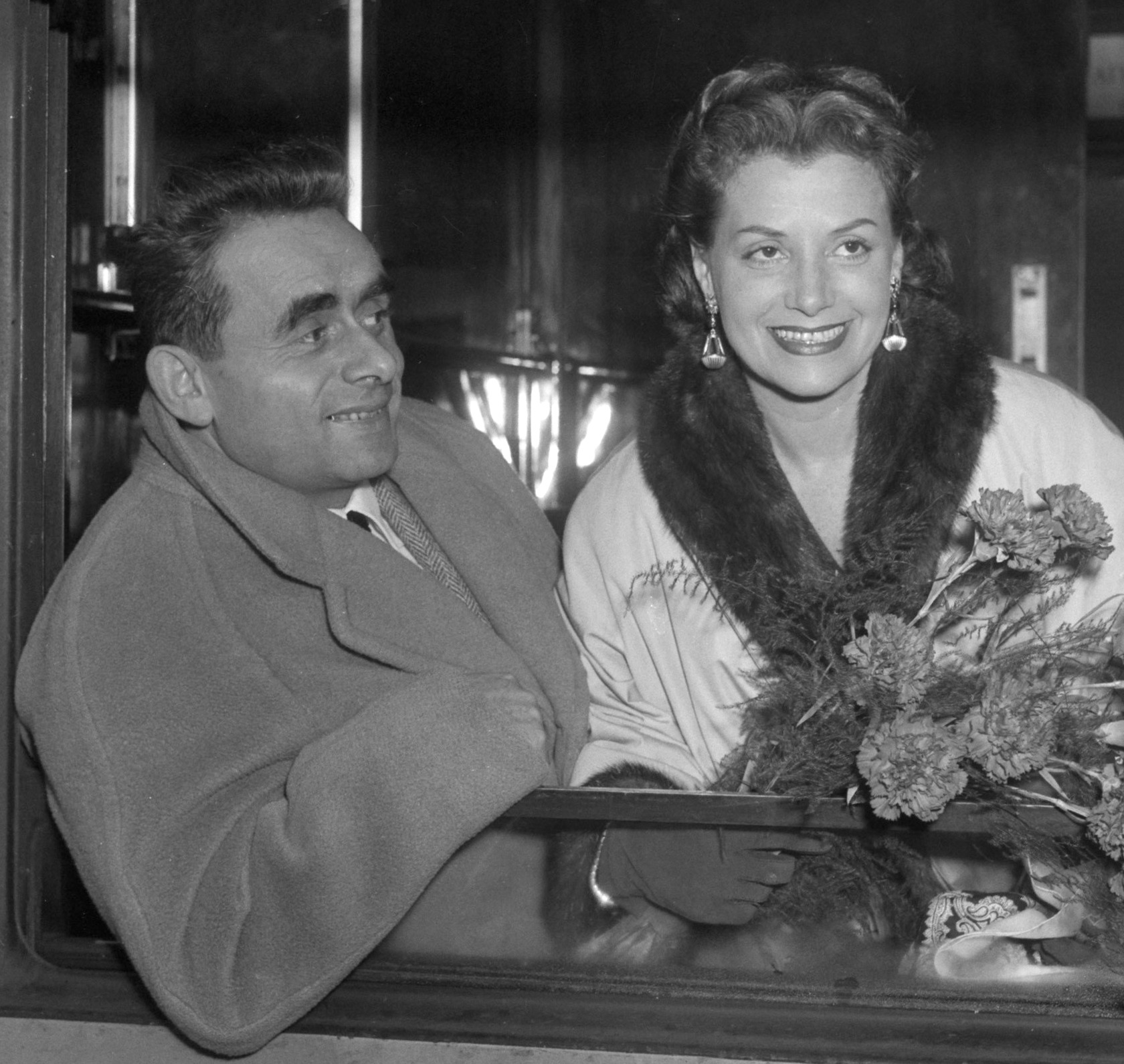
アンリ＝ジョルジュ・クルーゾー（左） / 1月12日没

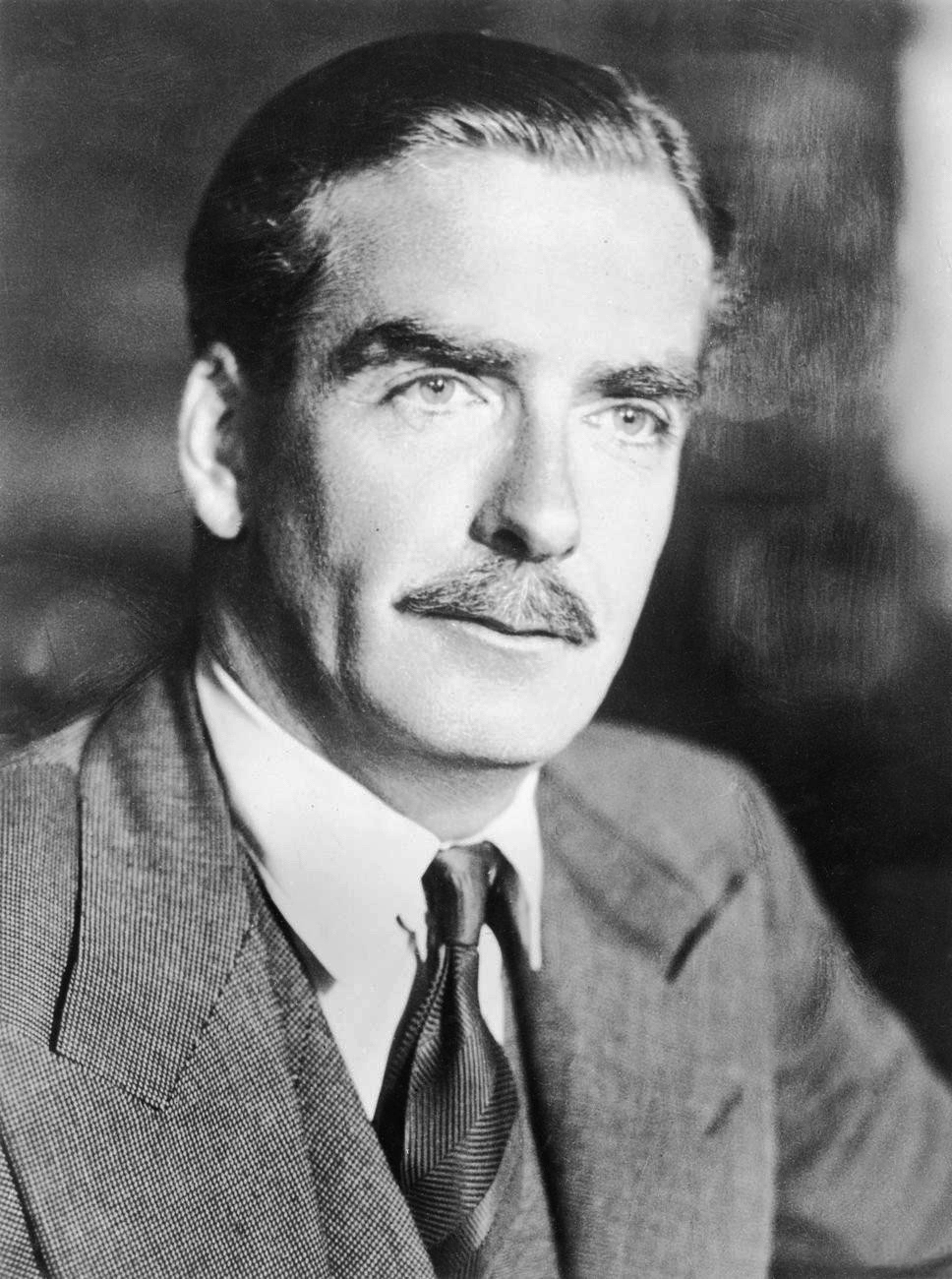
アンソニー・イーデン / 1月14日没

## （1日 - 15日）
- 1月2日 - 藤田若雄、労働法学者（* 1912年）
- 1月2日 - 佐藤俊二、陸軍軍人（* 1896年）
- 1月3日 - 阿部豊、ハリウッド無声映画期の俳優・映画監督（* 1895年）
- 1月5日 - 金春栄治郎、シテ方金春流能楽師（* 1895年）
- 1月5日 - 竹旺山友久、大相撲力士（* 1921年）
- 1月5日 - 川村カ子ト、上川アイヌの長・日本国有鉄道の測量技手（* 1893年）
- 1月7日 - 金山らく、数学者（* 1888年）
- 1月9日 - 赤柴八重蔵、陸軍軍人（* 1892年）
- 1月10日 - 野村慶虎、将棋棋士（* 1899年）
- 1月11日 - 土方久功、彫刻家・民俗学者（* 1900年）
- 1月11日 - 古林喜楽、経営学者（* 1902年）
- 1月12日 - アンリ＝ジョルジュ・クルーゾー、映画監督・脚本家（* 1907年）
- 1月12日 - 森本治吉、歌人・国文学者・文学博士（* 1900年）
- 1月13日 - アンリ・ラングロワ、シネマテーク・フランセーズ創設者（* 1914年）
- 1月13日 - 堂森芳夫、政治家（* 1903年）
- 1月14日 - アンソニー・イーデン、元イギリス首相（* 1897年）
- 1月14日 - アナイス・ニン、作家（* 1903年）
- 1月14日 - ピーター・フィンチ、俳優（* 1916年）
- 1月14日 - 中部謙吉、実業家、大洋漁業3代目社長（* 1896年）

## （16日 - 31日）
- 1月16日 - 秋山光夫、美術史学者（* 1888年）
- 1月16日 - 浦野幸男、政治家・衆議院議員（* 1914年）
- 1月17日 - ゲイリー・ギルモア、アメリカの死刑囚（* 1940年）
- 1月18日 - カール・ツックマイヤー、劇作家（* 1896年）
- 1月21日 - 板垣直子、文芸評論家・日本近代文学研究家（* 1896年）
- 1月22日 - パスカル・ペレス、プロボクサー（* 1926年）
- 1月22日 - 守分十、銀行家（* 1890年）
- 1月22日 - 末永茂喜、経済学者（* 1908年）
- 1月22日 - 近藤正二、医師・衛生学者・医学博士（* 1893年）
- 1月23日 - オイゲン・オット、ナチス・ドイツの駐日大使（* 1889年）
- 1月23日 - 北原覚雄、農芸化学者（* 1906年）
- 1月24日 - 神吉晴夫、編集者・出版事業家（* 1901年）
- 1月25日 - 佐藤良二、国鉄バスの車掌（* 1929年）
- 1月25日 - 寒川光太郎、小説家（* 1908年）
- 1月29日 - 川﨑小虎、画家（* 1886年）
- 1月29日 - 山田真山、彫刻家・画家（* 1885年）
- 1月31日 - 中野義照、真言宗の僧・インド哲学哲学者（* 1891年）
- 1月31日 - 青木槐三、新聞記者・ジャーナリスト（* 1897年）